# ダンス・オブ・ドリーム
『ダンス・オブ・ドリーム』（中国語：愛君如夢、英題：Dance of a Dream）は、2001年に公開された香港映画。

## キャスト
- ラウ：アンディ・ラウ（吹替：寺杣昌紀）
- カム：サンドラ・ン（吹替：高乃麗）
- ティナ：アニタ・ムイ（吹替：沢海陽子）
- ジミー：エディソン・チャン（吹替：泰勇気）
- フェイチャイ：ラム・ジーチョン（吹替：桜井敏治）
- ジューン：チェリー・イン